# Lista siturilor arheologice din județul Maramureș - I
Lista siturilor arheologice din județul Maramureș - I conține toate siturile arheologice din județul Maramureș înscrise în Repertoriul Arheologic Național (RAN) și aflate în localități al căror nume începe cu litera I. RAN este administrat de Ministerul Culturii și Patrimoniului Național și cuprinde date științifice, cartografice, topografice, imagini și planuri, precum și orice alte informații privitoare la zonele cu potențial arheologic, studiate sau nu, încă existente sau dispărute.
Puteți căuta un sit din localitățile care încep cu litera I folosind formularul de mai jos sau puteți naviga prin toate siturile din județ la Lista siturilor arheologice din județul Maramureș.
| Cod RAN                                   | Denumire | Localitate                | Adresă                | Datare       | Descoperit | Coordonate | Imagine           | Erori            |
| ----------------------------------------- | --- | ------------------------- | --------------------- | ------------ | ---------- | ---------- | ----------------- | ---------------- |
| 108213.01.01 (Cod LMI: MM-I-m-B-04388.01) | Situl arheologic de la Ieud - "La Mănăstire" / ansamblu anonim (Categorie: locuire) (Tip: Așezare)             | sat Ieud, comuna Ieud     | La Mănăstire          |              |            |            | Încărcați imagine | Raportați eroare |
| 108213.01.02 (Cod LMI: MM-I-m-B-04388.02) | Situl arheologic de la Ieud - "La Mănăstire" / ansamblu anonim (Categorie: locuire) (Tip: Biserică de lemn)    | sat Ieud, comuna Ieud     | La Mănăstire          | sec. XVIII   |            |            | Încărcați imagine | Raportați eroare |
| 107706.01                                 | Obiecte eneolitice la Ilba (Categorie: descoperire izolată) (Tip: obiect izolat)                               | sat Ilba, comuna Cicârlău |                       |              |            |            | Încărcați imagine | Raportați eroare |
| 108213.04.01                              | Așezarea Suciu de Sus de la Ieud - Podereiul Dumbrăviței / ansamblu anonim (Categorie: locuire) (Tip: Așezare) | sat Ieud, comuna Ieud     | Podereiul Dumbrăviței | Suciu de Sus |            |            | Încărcați imagine | Raportați eroare |